# Nová Ves (Ostrawa)
Nová Ves – obwód miejski miasta statutarnego Ostrawy, stolicy kraju morawsko-śląskiego, we wschodnich Czechach. Jest to także jedna z 39 gmin katastralnych w jego granicach o nazwie Nová Ves u Ostravy i powierzchni 306,6994 ha. Populacja w 2001 wynosiła 603 osób, zaś w 2012 odnotowano 234 adresów. 

## Demografia[2]
| Rok             | 1869 | 1880 | 1890 | 1900 | 1910 | 1921 | 1930 | 1950 | 1961 | 1970 | 1980 | 1991 | 2001 |
| --------------- | ---- | ---- | ---- | ---- | ---- | ---- | ---- | ---- | ---- | ---- | ---- | ---- | ---- |
| Liczba ludności | 352  | 455  | 659  | 1212 | 1583 | 1483 | 2275 | 2014 | 1666 | 1080 | 779  | 640  | 603  |